# Литл-Бигхорн
Литл-Бигхорн (англ. Little Bighorn) — правый приток реки Бигхорн, протекающий по территории американских штатов Вайоминг и Монтана. Длина реки составляет 222 км. Исток реки расположен в северном Вайоминге, в районе горного хребта Бигхорн. Место впадения в реку Бигхорн находится вблизи города Хардин, штат Монтана.
Река известна прежде всего из-за произошедшего здесь 25-26 июня 1876 года сражения между индейским союзом лакота — северные шайенны и 7-м кавалерийским полком (7th Cavalry Regiment) СВ США.